# Darou Mousty
Pour les articles homonymes, voir Darou.
Darou Mousty, de son nom authentique Darou Mouhty, est une ville religieuse mouride située à 28 km de Touba, au Sénégal. Située dans la région de Louga, c'est la deuxième ville la plus peuplée de la région après le chef-lieu de la région du même nom. C'est aussi le chef-lieu de l'arrondissement de Darou Mousty. Selon les informations annoncées dans le cadre du référentiel des politiques publiques Vision 2050, Darou Mouhty dispose d'importantes réserves de phosphates. Ce qui constitue un potentiel économique fort interessant pour cette cité religieuse mouride.  

## Histoire
Fondée par Mame Thierno Birahim Mbacké en 1912 sur instruction de son frère Ahmadou Bamba, fondateur du mouridisme, Darou Mouhty est une ville moderne et la ville dépend largement de l'argent envoyé par ses ressortissants expatriés majoritairement installés en Italie. C'est un fief politique très convoité en raison de sa proximité avec Touba. La ville est elle-même connue sous le nom de deuxième capitale du mouridisme après Touba en raison de son ancrage dans l'idéologie fondée par Cheikh Ahmadou Bamba mais aussi en raison du rôle déterminant joué par Mame Thierno Birahim dans la communauté. La ville de Darou Mouhty fête son centenaire en 2012. En seulement un siècle, elle est devenue une grande ville moderne et peuplée, un foyer religieux très important célébrant chaque année à 15 jours du mois de Sahbane son Grand Magal appelé le Magal de Darou Mouhty qui commémore les retrouvailles entre Serigne Touba et son frère et bras droit Mame Thierno Birahim Mbacké au retour de l'exil gabonais du grand Cheikh en 1902.
La ville est dotée d'une somptueuse mosquée en son centre, sans doute l'un des plus magnifiques édifices de la sorte au Sénégal.